# Laert Vasili
Laert Vasili (gr. Λαέρτης Βασιλείου, Laertis Vasiliou, ur. 7 marca 1974 w Delvinie) – grecki aktor teatralny i filmowy.

## Życiorys
Matka Laerta jest Greczynką, a ojciec Albańczykiem. W dziecińskie Laert nauczył się języka greckiego.
Swoje dzieciństwo spędził w Tiranie, gdzie ukończył szkołę podstawową, oraz w Sarandzie. Studiował w Tiranie na Akademii Sztuk Dramatycznych, jednak przerwał studia po drugim roku nauki.
Na początku lat 90. wyemigrował do Aten, gdzie w 1997 roku ukończył studia w Greckiej Narodowej Akademii Teatralnej, pozwoliło mu to rozwinąć karierę aktorską w Grecji i w Albanii. Rozpoczął pracę aktora w ateńskim Teatrze Narodowym.

## Filmografia

### Filmy
| Rok  | Tytuł                        | Rola             |
| ---- | ---------------------------- | ---------------- |
| 1997 | Mirupafshim                  | on sam           |
| 2000 | Na skraju nocy               | złodziej         |
| 2000 | Flegomeni Stella             | rzeźnik          |
| 2001 | Lato Anny                    | Albańczyk        |
| 2001 | Ki avrio mera einai          |                  |
| 2001 | Aleksandria                  |                  |
| 2003 | Teatry                       | Fotios           |
| 2005 | Omiros                       | albański oficer  |
| 2008 | Syn Charliego                | Aghim            |
| 2011 | Czerwone niebo               | Vasos            |
| 2011 | Bałkański bazar              | Ilia             |
| 2011 | Poza dotykiem                | Edmond           |
| 2012 | Agon                         | Beni             |
| 2013 | Anef                         |                  |
| 2015 | Paftuar                      | sierżant Palakos |
| 2015 | Mëngë këmishe                | Martin           |
| 2017 | Broken                       |                  |
| 2018 | Inwokacja Envera Simaku      | Ardion Agolli    |
| 2019 | Tajemnice Morza Sargassowego | Grigoris         |

### Seriale
| Rok  | Tytuł                     | Rola         | Uwagi                |
| ---- | ------------------------- | ------------ | -------------------- |
| 2001 | Dom wytrzymałości         | Papa Mikołaj |                      |
| 2005 | W słońcu Morza Egejskiego |              |                      |
| 2006 | Nieznana rezydencja       |              |                      |
| 2007 | Historie policjanta Peka  |              | Odcinki 1-2 sezonu 2 |
| 2014 | Kato Partali              |              | Odcinek 15 sezonu 1  |
| 2017 | Skanderbeg                | Teodor       | Odcinki 1-9          |

## Nagrody
- Mess Future Prize na 48. Międzynarodowym Festiwalu Teatralnym w Sarajewie (2008)[6][7]
- Specjalne wyróżnienie za walkę z przemocą i cenzurą (2012)[8]
- Tytuł najlepszego reżysera podczas Bałkańskiego Festiwalu 2005 (2005)[9][6]
- Tytuł najlepszego reżysera od organizacji Pegasi (2015)[10]
- Tytuł Aktora Europy 2018 (2018)[11]
- Honorowy Obywatel Delviny (2019)[12]

## Kontrowersje
Sztuka Corpus Christi z 1997 roku autorstwa Terrence'a McNalliego, była reżyserowana przez Laerta Vasiliego w teatrze Hytirio w ateńskiej dzielnicy Gazi. Przedstawiała ona postać Jezusa Chrystusa jako homoseksualistę. W czerwcu 2012 roku odbyła się i została bardzo dobrze przyjęta. Jednak prawosławne grupy fundamentalistyczne pozwały Vasiliego za obrazę uczuć religijnych, a ich pozew został odrzucony.
W październiku 2012 roku sztuka została wystawiona ponownie, co zostało to negatywnie odebrane między innymi przez prawosławne oraz greckokatolickie duchowieństwo: biskup Serafin wraz z posłem Złotego Świtu, Christosem Pappasem, którzy złożyli przeciw niemu oraz aktorom odgrywającym spektakl pozew za obrazę religii oraz bluźnierstwo, za co grozi kara od kilku miesięcy do dwóch lat pozbawienia wolności. Zdecydowany sprzeciw okazała skrajnie prawicowa partia polityczna Złoty Świt, której około 500 członków (niewielką część z nich stanowili księża oraz zakonnice) protestowało przed budynkiem teatru, a niektórzy wdarli się do środka i atakowali widzów oraz dziennikarzy. Laert Vasili, wraz ze swoją rodziną, otrzymywali od Złotego Świtu pogróżki na tle antyalbańskim, a nawet groźby śmiercią. Organizatorem protestu był inny poseł z ramienia Złotego Świtu, Ilias Panagiotaros. Z jego relacji budynku teatru broniło około 300 policjantów, którzy uniemożliwiali widzom wejścia do środka. Doszło również do brutalnych starć Złotego Świtu z antyfaszystami; spośród około 200 antyfaszystów oraz anarchistów, 15 z nich zostało aresztowanych przez policję. Aresztowani twierdzili, że przez policjantów byli rozbierani do naga, bici i atakowani paralizatorami.
Działania Złotego Świtu zostały w 2013 roku skrytykowane przez Międzynarodowe Stowarzyszenie Lesbijek i Gejów (ILGA). Postawienie zarzutów aktorom zostało również potępione między innymi przez Petrosa Konstantinou, przywódcę jednej z antyfaszystowskich organizacji; uznał dane zarzuty za gloryfikację średniowiecza, a prokuratora zajętego sprawą Vasiliego, oskarżył o zwracanie się przeciwko sztuce. Przeciwko zarzutom wystąpili również prawnicy oraz członkowie organizacji lewicowo-demokratycznych, określając zarzuty o bluźnierstwo anachronicznymi.